# Christophe Detilloux
Christophe Detilloux (født 3. maj 1974) er en tidligere belgisk professionel cykelrytter, som cyklede for det professionelle cykelhold Française des Jeux.